# Abbas Djoussouf
Abbas Djoussouf (22 mars 1942 à Moroni - 13 juin 2010 à Port-Louis, île Maurice) est un homme politique comorien.

## Carrière
Il est ingénieur diplômé de l'École nationale des sciences géographiques après une formation en génie civil à Antananarivo (capitale de Madagascar).
Membre fondateur du Rassemblement démocratique du peuple comorien (connu sous le nom du Parti blanc), il exerce des fonctions administratives au sein des services topographiques et de la société Air Comores pendant la période coloniale. Il devient ministre des affaires étrangères pendant la courte période de présidence de Saïd Mohamed Djaffar un mois après l'indépendance, peu après le coup d'État du 3 août 1975.
Devenu par la suite un des opposants du régime autoritaire d'Ali Soilih, il est accusé de tentative de coup d'état début 1978. Il est arrêté, emprisonné après avoir connu l'infamie, forcé à faire le tour de sa ville, la capitale Moroni, pieds nus, hué, dénigré, sali et humilié devant des milliers de personnes.
Libéré lors du coup d'État du 13 mai 1978, il est nommé ministre de la Défense, de l'Intérieur et des Transports dans le premier gouvernement coprésidé par Ahmed Abdallah et Mohamed Ahmed. Il prend ses distances avec le gouvernement en décembre 1978 et se présente aux élections du gouverneur de la Grande Comore. Battu par le candidat soutenu par le pouvoir, Monsieur Saïd Hassane Saïd Hachim, il prend un recul avec le monde politique. Il crée l'Entreprise comorienne d'études et de bâtiments qui a réalisé entre autres le marché de Volo Volo, le port de Moroni et le jet d'eau de Badjanani.
En 1987, il fonde le Mouvement pour la démocratie et le progrès (MDP) et devient le premier opposant à Ahmed Abdallah. Il se présente aux législatives face à son ancien directeur de cabinet et ministre des Finances d'Ahmed Abdallah, il perd de nouveau les élections entachées de nombreuses irrégularités. Candidat aux élections présidentielles de 1990, il est crédité de 13 % et soutient au second tour le candidat de l'opposition Mohamed Taki Abdoulkarim. En 1996, de nouveau candidat, il perd au second tour face à Mohamed Taki.
En 1999, les Comores touchés par le séparatisme anjouanais, il devient Premier ministre et organise la conférence d'Antananarivo. Pendant moins de six mois à la primature, il a valorisé les pensions des retraités, honoré les salaires des fonctionnaires et commencé à rationaliser l'administration. Cette expérience a été interrompue par le colonel Azali, auteur d'un coup d'État militaire. L'ancien premier ministre a qualifié Azali comme « un petit Bokassa à la solde de petits fonctionnaires français à Moroni ».
Il se retire de la vie politique en 2001 après la mascarade électorale organisée par le pouvoir militaire[non neutre].
Abbas Djoussouf est décrit comme un « albatros au milieu d'un océan d'hommes politiques pourris et corrompus ». C'est un honnête homme qui avait des principes et de l'éthique en politique.
L'ancien Premier ministre est mort le 13 juin 2010 à Port-Louis (île Maurice). Il a été inhumé à Moroni le 15 juin 2010 et a eu droit à des funérailles nationales.

## Sources
- Nakidine Mattoir, Les Comores de 1975 à 1990, une histoire politique mouvementée, L'Harmattan, Paris, 2004
- Nakidine Mattoir, « Abbas Djoussouf est mort », journal Albalad (albaladcomores.com), Moroni, 16 juin 2010